# Doktorfisk
Doktorfisk (Garra rufa) er en type fisk, som stammer fra Tyrkiet, hvor de lever i flodsystemer og varme kilder. De er blevet integreret i mange spa-faciliteter, hvor de spiser huden hos patienter med psoriasis, eksem, tør eller hård hud samt andre hudsygsomme. Behandling med doktorfisk har vist at mildne symptomerne ved psoriasis, men det er ikke en kur mod sygdommen.
Doktorfiskene har et enzym kaldet diathanol i deres spyt, som efterlades som en hinde på huden efter en fiskespa behandling og dette enzym er med til at gøre fødderne bløde samt nedsætte den hurtige celledeling
.
 Der er for få eller ingen kildehenvisninger i denne artikel, hvilket er et problem. Du kan hjælpe ved at angive troværdige kilder til de påstande, som fremføres i artiklen.